# Prättigau

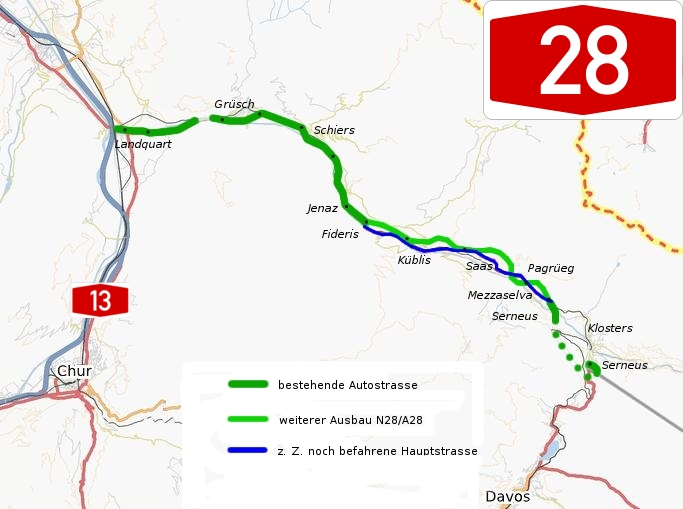
Übersicht

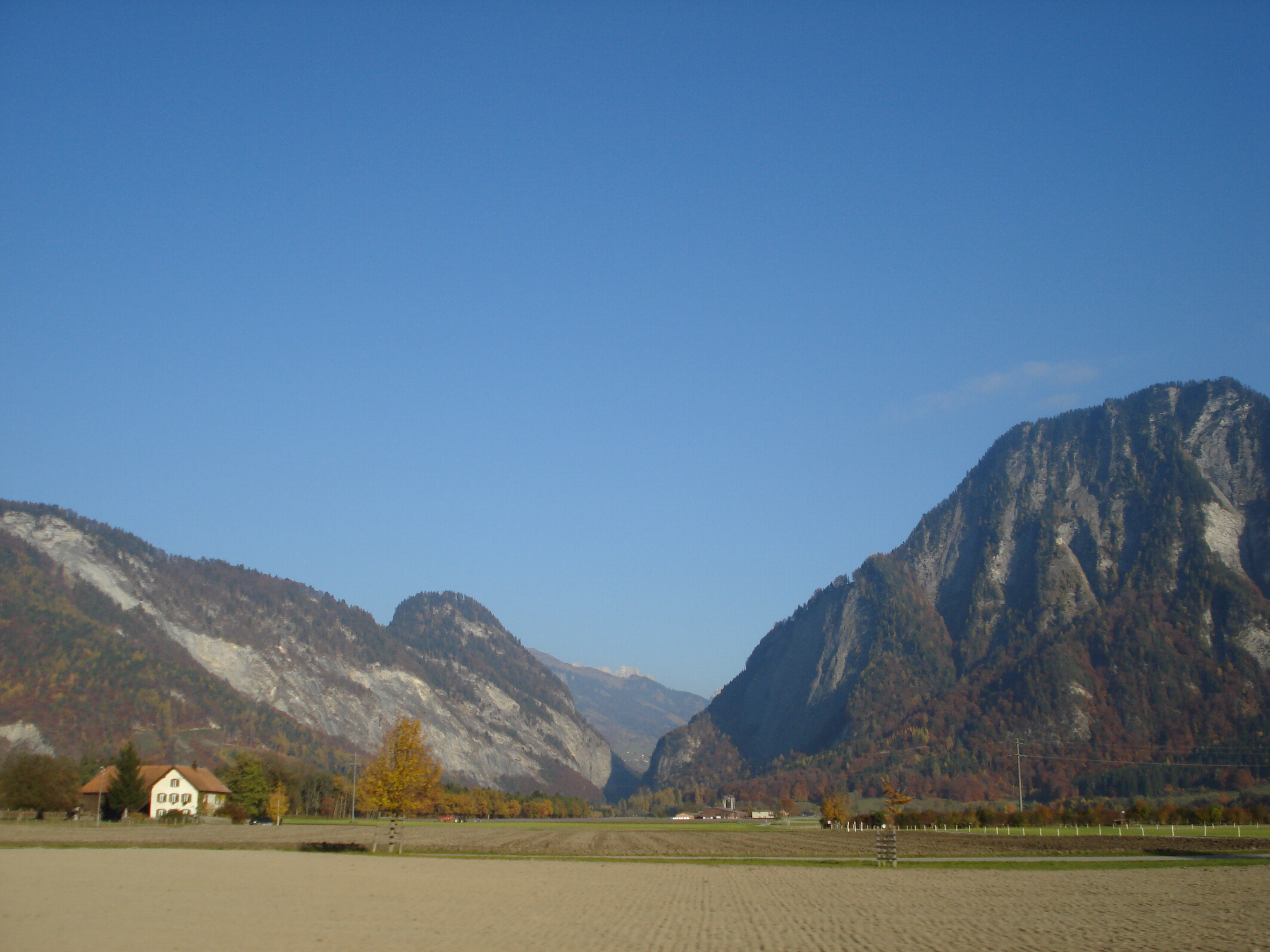
Die Klus zum Prättigau, von Landquart aus gesehen

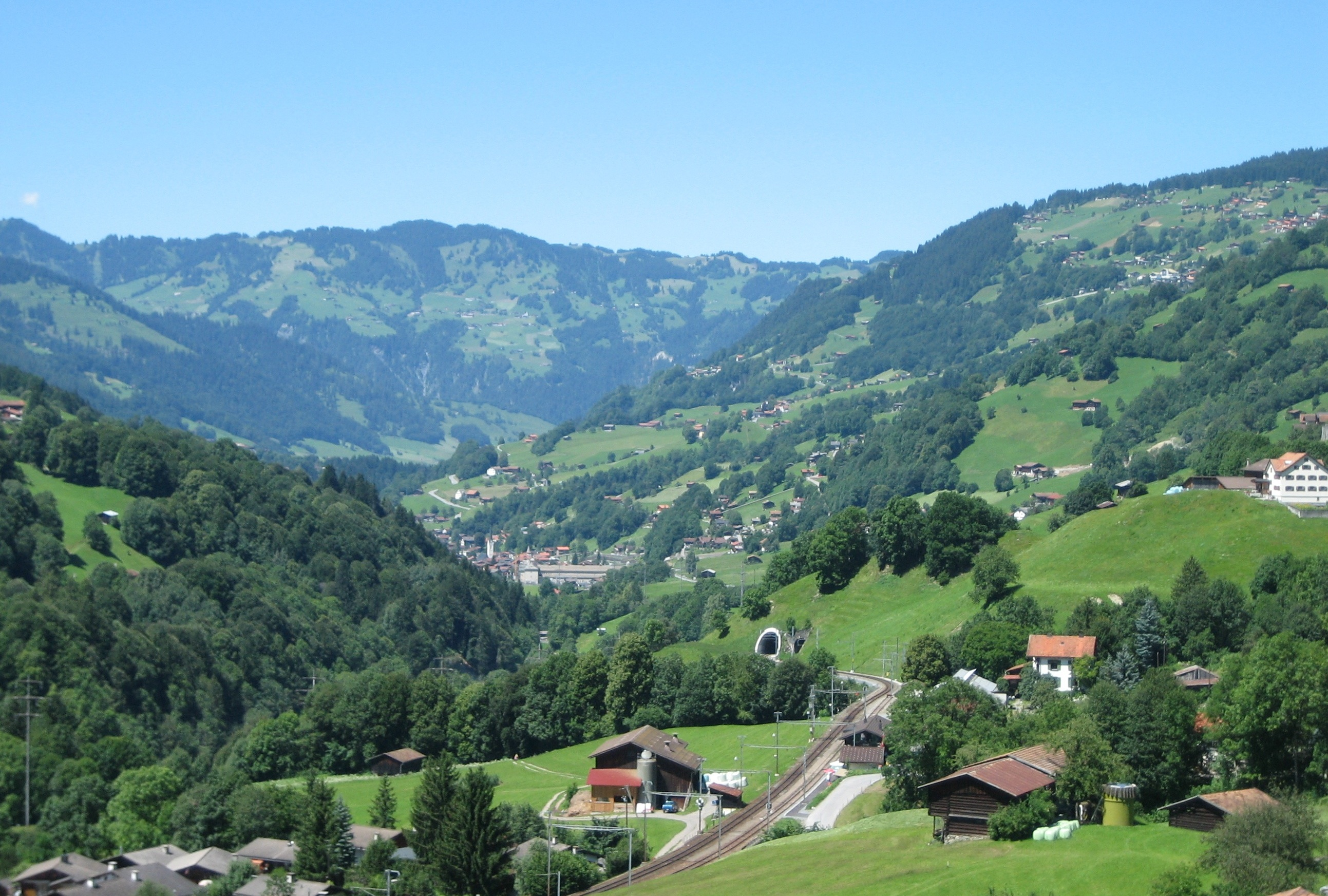
Das Prättigau bei Saas im Prättigau nach Westen

Das Prättigau (früher auch Prätigau geschrieben, im höchstalemannischen Taldialekt Prättigä, rätoromanisch Partenzⓘ) ist das Tal der Landquart im Schweizer Kanton Graubünden und Teil der Region Prättigau/Davos.

## Geografie und Bevölkerung
Die Talschaft Prättigau erstreckt sich in West-Ost-Richtung auf einer Länge von knapp 40 km zwischen dem Taleingang bei der Klus und dem Silvrettagebiet bei Klosters. Der im Silvrettagebiet entspringende Fluss Landquart zieht sich durch das Tal, er mündet bei der gleichnamigen Ortschaft in den Rhein. Der höchste Punkt des Prättigaus ist das Verstanclahorn (3297 m), der tiefste liegt in der Klus (576 m). Das Einzugsgebiet der Landquart beträgt etwa 610 km².
Die nördliche Talseite wird vom Gebirgszug des Rätikons mit seinen markanten Kalkwänden und fast 3000 m hohen Gipfeln (Schesaplana, Drusenfluh, Sulzfluh) und den Übergängen ins österreichische Montafon (Vorarlberg) geprägt. Im Westen grenzt das Prättigau an das Churer Rheintal, im Süden an die Gebiete Schanfigg und Davos, im Osten an das Engadin.
Im Prättigau leben 15'290 Personen, 86,2 % besitzen einen Schweizer Pass (2020). Amtssprache in allen Gemeinden ist Deutsch, gesprochen wird ein walserischer, höchstalemannischer Dialekt. Die herrschende Konfession ist evangelisch-reformiert.

## Orte und Verkehr
Die wichtigsten Gemeinden im Prättigau sind Klosters und Schiers, dazu kommt Küblis als Verkehrsknotenpunkt. Das Tal ist in seiner gesamten Länge von der Rhätischen Bahn erschlossen, die Bahnverbindungen führen von Klosters über den Wolfgangpass weiter nach Davos sowie durch den 1999 eröffneten Vereinatunnel ins Engadin. Die Nationalstrasse 28 durch das Tal wurde in den letzten Jahren stark ausgebaut. Seit der Inbetriebnahme der Umfahrung Küblis im Juni 2016 sind alle Ortschaften vom Transitverkehr befreit.

## Wirtschaft und Infrastruktur
Die Wirtschaft im vorderen Prättigau mit den Gemeinden Seewis im Prättigau, Grüsch und Schiers ist geprägt von Industrie und Gewerbe. Klosters ist eine Tourismusgemeinde, für die Vermarktung wurde zusammen mit Davos eine Tourismus-Destination gebildet. Für den Wintertourismus sind die grossen Skigebiete in Davos-Klosters und die kleineren Gebiete Grüsch-Danusa und Fideriser Heuberge bedeutsam. Die Gemeinde Luzein mit den Tourismusorten Pany und St. Antönien versucht ihr Angebot vor allem im naturnahen, sanften Tourismus auszubauen und unterhält dafür zusammen mit anderen Prättigauer Gemeinden eine separate Tourismus-Organisation. Auf der Seite zum Rätikon hin verläuft die bekannte Weitwanderroute Prättigauer Höhenweg.
Im Jahr 2015 wurden im Prättigau 1566 Betriebe gezählt, die 7299 Personen beschäftigten. Umgerechnet auf Vollzeitäquivalente gab es 547 Stellen in der Land- und Forstwirtschaft, 2167 in Industrie und Gewerbe, 2769 in Dienstleistungsbetrieben.
Das Prättigau verfügt mit den Einrichtungen der Flury Stiftung (Spital Schiers, Alters- und Pflegeheime) sowie mehreren Arztpraxen über eine gut ausgebaute Infrastruktur im Gesundheitswesen. Im Bildungsbereich sind die Evangelische Mittelschule Schiers und das Bildungszentrum Palottis in Schiers erwähnenswert.

## Geschichte

### Frühzeit
Aufgrund von archäologischen Einzelfunden wird vermutet, dass das Prättigau in der Bronzezeit besiedelt war. Gesichert ist dies für die Eisenzeit, aus welcher der wichtigste Fund aus der Frühzeit stammt: in Schiers wurde beim heutigen Pfarrhaus eine Siedlung nachgewiesen, die in der Römerzeit und bis ins Frühmittelalter bestand.

### Mittelalter
Die Entwicklung im Mittelalter wurde seit dem 12. Jahrhundert von verschiedenen Feudalherren (Grafen von Kirchberg, Edle von Aspermont, Freiherren von Vaz, Vögte von Matsch, Grafen von Toggenburg, Grafen von Montfort, Herzoge von Österreich) geprägt. Sie teilten sich den Grundbesitz mit dem Bistum und dem Domkapitel Chur und mit dem Kloster St. Jakob, das Anfang des 13. Jahrhunderts am Ort der heutigen reformierten Kirche Klosters gegründet wurde. Im Spätmittelalter besiedelten die deutschsprachigen Walser die höheren Lagen des Prättigaus von Davos her. Ihre zunehmende Zahl trug massgebend zur Germanisierung des ursprünglich zum rätoromanischen Sprachgebiet gehörenden Tals bei; gegen Ende des 16. Jahrhunderts war das Prättigau deutschsprachig. Seit der Gründung im Jahr 1436 gehörten die Prättigauer Gerichte zum Zehngerichtenbund, der sich 1450 mit dem Gotteshausbund und 1471 mit dem Grauen oder Oberen Bund zu den Drei Bünden formierte. Zusammen mit den Talschaften Davos und Schanfigg fiel das Prättigau in dieser Zeit den Habsburgischen Erblanden zu.

### Neuzeit
Im 16. Jahrhundert wurde das Tal reformiert, es kam zu zahlreichen Auseinandersetzungen mit den katholischen Österreichern, welche die Prättigauer im Kampf um die Bündner Alpenpässe mit der gegnerischen französischen Partei im Bunde sahen. Nach der verlorenen Schlacht von Aquasana bei Saas im Prättigau wurden 1622 viele Prättigauer Dörfer und Siedlungen von den Österreichern zerstört. Der folgende Hungerwinter in Graubünden traf insbesondere das Prättigau.
Einige Jahre später (1649–1652) kauften sich die Prättigauer zusammen mit den anderen Gerichten des Zehngerichtebundes von Österreich los. Seither war der Bund ein vollwertiges Mitglied des Freistaats der Drei Bünde, aus dem 1803 durch die Mediationsakte Napoleons der Kanton Graubünden entstand.
Im 17. und im 18. Jahrhundert standen viele Prättigauer als Söldner in fremden Diensten (vorwiegend in Frankreich und Holland, aber auch in Spanien und Italien). Die Reisläuferei ging Anfang des 19. Jahrhunderts zurück und war ab 1859 verboten. In dieser Zeit wanderten jedoch zahlreiche Prättigauer in die benachbarten Staaten, nach Russland und später nach Amerika aus.
Die alte Talstrasse durch das Prättigau – zuvor ein kaum befahrbarer Saumweg – wurde von 1843 bis 1863 ausgebaut. Zudem wurde in der zweiten Hälfte des 19. Jahrhunderts die Landquart mit Wuhrbauten gezähmt; so entstand wertvolles Landwirtschaftsland wie zum Beispiel in der Talsohle zwischen Schiers und Grüsch. Die Eisenbahnstrecke durch das Prättigau wurde 1889 nach nur eineinhalb Jahren Bauzeit eröffnet; ab 1890 führte die Strecke von Klosters weiter nach Davos.
Die Talschaft des Prättigaus besitzt wie auch die angrenzende Landschaft Davos eine seit dem 19. Jahrhundert blühende reiche Mundartliteratur. Bekannte Vertreter waren Michael Kuoni und besonders Georg Fient.

## Gemeinden im Prättigau
| - Conters - Fideris - Furna - Grüsch | - Jenaz - Klosters - Küblis - Luzein | - Schiers - Seewis |

Bis in die jüngere Vergangenheit selbständige Gemeinden waren überdies
| - Fanas - Saas im Prättigau | - St. Antönien - Valzeina |

Zusammen mit Davos bilden die zehn Prättigauer Gemeinden die Region Prättigau/Davos.

## Medien
Lokalzeitungen sind der zweimal in der Woche erscheinende Prättigauer und Herrschäftler und die Klosterser Zeitung/Prättigauer Post (wöchentlich).

## Kulturbüro Prättigau
Das Kulturbüro Prättigau ist eine seit Anfang 2009 bestehende Institution, die sich der Vernetzung und Förderung der Kultur in der Region Prättigau und Landschaft Davos widmet. Es fungiert als zentrale Schnittstelle für Kulturanbietende, Kulturschaffende und Kulturinteressierte im Tal. Seit Anfang 2024 wird das Kulturbüro Prättigau von Achim Gansner geleitet. Gansner, der über Erfahrungen im Bereich Film und Grafik verfügt, verfolgt die Vision, dass "Kultur überall passiert". Er sieht grosses Potenzial darin, Kultur auch abseits klassischer Kulturorte, etwa durch die Verbindung von Sport und Kunst (z. B. Schneeskulpturen bei Skirennen), erlebbar zu machen. Sein Ziel ist es, die verstreuten Kulturangebote im Tal zu verbinden und eine stärkere Einheit zu schaffen, um die Region gemeinsam zu stärken.